# Carl Eggers
Pour les articles homonymes, voir Eggers.
Carl (Adolf Johann) Eggers, né le 1er octobre 1787 à Neustrelitz, et mort le 24 juillet 1863 dans la même ville, est un peintre allemand.

## Biographie
Carl Eggers naît le 1er octobre 1787 à Neustrelitz.
Il étudie à École supérieure des beaux-arts de Dresde de 1809 à 1812, où il est l'élève du peintre d'histoire Johann Friedrich Matthäi, puis il se rend en Italie au printemps 1813 pour poursuivre ses études. Il vit à Rome de 1816 à 1830. Pendant ce temps, il se consacre avec tant de succès à la fresque à travers des investigations mécaniques et chimiques de fresques plus anciennes que la réinvention de la technique de la fresque lui est attribuée.
Avec Philipp Veit, il travaille comme artiste au Museo Chiaramonti (Braccio Nuovo) du Vatican en tant que peintre de fresque, où il a peint les Roms personnalisés devant lesquels des pièces de monnaie ont été émises, une allusion à la collection de pièces qui, à l'époque, était incorporée dans les trésors du Vatican. Il appartient au cercle des Nazaréens autour de Friedrich Overbeck.
Après son retour en Allemagne, il peint pour le compte du chanoine Immanuel Christian Leberecht von Ampach (de) pour la cathédrale de Naumbourg le Fußwaschung Christi et participe de 1847 à 1848 avec Johann Wilhelm Schütze (de) à l'exécution des fresques dessinées par Schinkel dans la salle de l'Altes Museum. La fresque, l'ange de la résurrection, créée par lui dans la chapelle du cimetière de Neustrelitz, n'est pas conservée.
Eggers était marié à Elisabeth Seitz depuis 1819.

## Œuvres
- Sainte Catherine d'Alexandrie, musée de Leipzig[2].
- Portrat d'italienne[2].